# Ламутский, Платон Афанасьевич
Плато́н Афана́сьевич Степа́нов-Ламу́тский (Плато́н Ламу́тский, 13 ноября 1920, Ламынхинский наслег, Якутская АССР — 25 декабря 1986) — эвенский поэт и прозаик, педагог, автор первого эвенского романа «Дух земли». Заслуженный работник культуры Якутской АССР. Член Союза писателей СССР с 1962 года.

## Биография
Родился в Ламынхинском наслеге Кобяйского улуса. После окончания в 1937 году Якутского педагогического училища работал учителем эвенского языка и литературы в северных районах республики. Член КПСС с 1946 г.
Май 1938—1943 г. — инспектор РОНО в Момском улусе.
1944—1951 гг. — работал в Усть-Янском улусе.
С 1956 года работал в Саккырыре, с 1967 года — в Момском улусе.
С 1962 года — член Союза писателей СССР.
С 1972 года — директор Берёзовской средней школы Среднеколымского улуса.

## Творчество
Начал печататься в республиканских газетах с 1939 года. Первая книга стихов «Песни эвена» на эвенском языке вышла в свет в 1962 году.
Платон Ламутский известен как поэт, пишущий стихи для детей. Его произведения включались в учебники для эвенской начальной школы, в переводе на русский и якутский языки публиковались на страницах периодической печати Якутии и соседних областей, в центральных изданиях.
Кроме литературной деятельности Платон Ламутский собирал эвенский фольклор. Его произведения основаны на глубоком знании устного народного творчества эвенов.
Венцом творчества первого эвенского романиста считают его эпическое повествование «Сир иччитэ» («Дух земли»). Роман изначально был написан на эвенском языке, по свидетельству А. В. Кривошапкина, с авторизованным переводом (подстрочником) на якутском языке, который в обработке П. Аввакумова увидел свет под названием «Сир иччитэ» в 1987 году после смерти автора. В начале 1990-х годов в журнале «Полярная звезда» роман был опубликован на русском языке, в переводе Ариадны Борисовой, под названием «Запретный зверь».

## Произведения
- роман «Дух земли»
- сборник стихотворений «Эвен кунан икэнэн» («Песни эвенских детей»)
- «Эвэн икэн» («Песни эвена», 1962)
- «Хоҥначчан» («Оленёнок», 1964)
- «Онир үкчэнэкэн» («Рассказы родителей», 1965)
- «Этикэн хутэлни» («Дети старика», 1970)
- «Гянул осикатал» («Друзья — звёзды», 1976)

## Награды
- Заслуженный работник культуры Якутской АССР (1970)
- Медаль «В ознаменование 100-летия со дня рождения Владимира Ильича Ленина»
- Юбилейная медаль «Тридцать лет Победы в Великой Отечественной войне 1941—1945 гг.»
- Медаль «За доблестный труд в Великой Отечественной войне 1941—1945 гг.»

##### На русском языке
- Ламутский П. Запретный зверь: Роман / Пер. А. Борисовой // Полярная звезда. 1994. — № 3—5.
- Ламутский П. Стихи / Пер. с эвенского А. Кушнера // Север и поэт. М., 1961. — С. 188—196.

##### На эвенском языке
- Эвен күнан икэгэн: (Стихи для детей). — Л.: Ленингр. отделение. Учпедгиз, 1960. — 44 с.
- Эвен икэн: (Стихи). — Якутск: Кн. изд-во, 1962. — 80 с.
- Хонҥаччан: Дентур. — Якутск: Кн. изд-во, 1964. — 48 с.
- Онир үкчэнэкэн: (Рассказы для детей). — Якутск: Кн. изд-во, 1965. — 71 с.
- Этикэн хүрэлин. — Якутск: Кн. изд-во, 1970. — 184 с.
- Гянул Осикатал. — Якутск: Кн. изд-во, 1976. — 88 с.
- Эвен икэн: Дентур. — Якутск: Кн. изд-во, 1980. — 288 с.
- Эвен кунан и кэгэн. — Магадан, 1989. — 19 с.

##### На якутском языке
- Хомурах устун: Хоһооннор. Кыра саастаах оҕолорго. / Тылб. Дьячковскай К. Н. — Дьокуускай: Кинигэ кыһата, 1970. — 20 с.
- Һээдьэ дьиэрэйэр: Хоһооннор. — Дьокуускай: Кинигэ кыһата, 1975. — 63 с.
- Эбээн остуоруйалара. — Дьокуускай: Кинигэ кыһата, 1978. — 48 с.
- Күнү батыстым: Хоһооннор. — Дьокуускай: Кинигэ кыһата, 1984. — 70 с.
- Сир иччитэ: Роман. — Дьокуускай: Кинигэ кыһата, 1987. — 296 с.
- Сырдыкка айан: Ахтыылар, ыстатыйалар, хоһооннор, пьеса. — Дьокуускай: Бичик, 1993. — 160 с.
- Ламутский П. Иду за солнцем: Стихи / Пер. с эвенского. Якутск, 1984. (якут.)
- Ламутский П. Дух земли: Роман / Пер. с эвенского П. Аввакумова. Якутск, 1987. (якут.)

##### О жизни и творчестве
- П. А. Ламутский (Степанов) // Огрызко В. Писатели и литераторы малочисленных народов Севера и Дальнего Востока: Биобиблиограф. Справочник. — М., 1998. — ч. 1. — с. 385—386
- Аввакумов П. Д. От поэзии к роману (О творчестве П. Ламутского) // Литература народов Севера Якутии. Якутск, 1990. С. 66—84.
- Петрова С. М. Эвенская литература в школах Республики Саха (Якутия). — СПб., 1994. — С. 51—54.
- Огрызко В. Дух земли // Литературная Россия. 1997. 28 марта.
- Мыреева А. Н. Человек и природа в эвенском романе 80-х годов // Полярная звезда. 1994. — № 4. — С. 148—149.
- Путь в светлый мир: Воспоминания, статьи, стихи, пьеса / Сост. автор вступ. статьи, переводчик С. Е. Дадаскинов. — Якутск, 1993. (якут.)

## Память
В 1987 году имя П. А. Степанова-Ламутского присвоено Себян-Кюельской национальной эвенской средней общеобразовательной школе.